# 福岡管区気象台
福岡管区気象台（ふくおかかんくきしょうだい）は、九州・山口地方および奄美群島を管轄する管区気象台。管内の気象情報発表や、地震・火山の観測などを行っている。
風速計は向かい側にある、福岡大学付属大濠中学高校の西館の屋上に設置している。

## 管内の気象台
地方気象台
- 長崎地方気象台
- 下関地方気象台
- 佐賀地方気象台
- 熊本地方気象台

- 大分地方気象台
- 宮崎地方気象台
- 鹿児島地方気象台

航空地方気象台
- 福岡航空地方気象台
福岡空港内に設置。九州内の主要空港と山口宇部空港に観測通報業務を外部委託している航空気象観測所がある。

|                          |                                |                          |                              | 所在地             | 備考 |
| ------------------------ | ------------------------------ | ------------------------ | ---------------------------- | ------------------ | ---- |
| 福岡管区気象台           |                                |                          |                              |                    |      |
|                          | 九州北部予報区                 |                          | 飯塚特別地域気象観測所       | 飯塚市川島字甘木   |      |
| 下関地方気象台           | 九州北部予報区                 |                          |                              |                    |      |
|                          | 九州北部予報区                 | 萩特別地域気象観測所     | 萩市大字土原字川島沖田       |                    |      |
| 山口特別地域気象観測所   | 九州北部予報区                 | 山口市前町               |                              |                    |      |
| 大分地方気象台           | 九州北部予報区                 |                          |                              |                    |      |
|                          | 九州北部予報区                 | 日田特別地域気象観測所   | 日田市三本松                 |                    |      |
| 長崎地方気象台           | 九州北部予報区                 |                          |                              |                    |      |
|                          | 九州北部予報区                 | 厳原特別地域気象観測所   | 対馬市厳原町東里             |                    |      |
| 平戸特別地域気象観測所   | 九州北部予報区                 | 平戸市岩の上町           |                              |                    |      |
| 佐世保特別地域気象観測所 | 九州北部予報区                 | 佐世保市干尽町           |                              |                    |      |
| 雲仙岳特別地域気象観測所 | 九州北部予報区                 | 雲仙市小浜町雲仙         |                              |                    |      |
| 福江特別地域気象観測所   | 九州北部予報区                 | 五島市木場町             |                              |                    |      |
| 佐賀地方気象台           | 九州北部予報区                 |                          |                              |                    |      |
| 熊本地方気象台           | 九州北部予報区                 |                          |                              |                    |      |
|                          | 九州北部予報区                 | 人吉特別地域気象観測所   | 人吉市城本町                 |                    |      |
| 牛深特別地域気象観測所   | 九州北部予報区                 | 天草市牛深町             |                              |                    |      |
| 九州南部・奄美地方予報区 | 宮崎地方気象台                 | 宮崎地方気象台           |                              |                    |      |
| 九州南部・奄美地方予報区 |                                | 延岡特別地域気象観測所   | 延岡市天神小路               |                    |      |
| 九州南部・奄美地方予報区 | 都城特別地域気象観測所         | 都城市菖蒲原町           |                              |                    |      |
| 九州南部・奄美地方予報区 | 油津特別地域気象観測所         | 日南市油津               |                              |                    |      |
| 九州南部・奄美地方予報区 | 鹿児島地方気象台               |                          |                              |                    |      |
| 九州南部・奄美地方予報区 |                                | 阿久根特別地域気象観測所 | 阿久根市赤瀬川               |                    |      |
| 九州南部・奄美地方予報区 | 枕崎特別地域気象観測所         | 枕崎市高見町             |                              |                    |      |
| 九州南部・奄美地方予報区 | 種子島特別地域気象観測所       | 西之表市西之表           |                              |                    |      |
| 九州南部・奄美地方予報区 | 屋久島特別地域気象観測所       | 熊毛郡屋久島町小瀬田     |                              |                    |      |
| 九州南部・奄美地方予報区 | 沖永良部特別地域気象観測所     | 大島郡和泊町国頭字手付   |                              |                    |      |
| 福岡航空地方気象台       | 福岡航空地方気象台             | 福岡航空地方気象台       | 福岡市博多区大字上臼井字屋敷 | 岩国空港気象連絡室 |      |
|                          |                                | 北九州航空気象観測所     | 北九州市小倉南区空港北町     |                    |      |
| 山口宇部航空気象観測所   | 宇部市沖宇部地先               |                          |                              |                    |      |
| 大分航空気象観測所       | 国東市武蔵町大字糸原字大海田   |                          |                              |                    |      |
| 対馬航空気象観測所       | 対馬市美津島町鶏知乙           |                          |                              |                    |      |
| 壱岐航空気象観測所       | 壱岐市石田町筒城東触           |                          |                              |                    |      |
| 長崎航空気象観測所       | 大村市箕島町                   |                          |                              |                    |      |
| 福江航空気象観測所       | 五島市上大津町                 |                          |                              |                    |      |
| 佐賀航空気象観測所       | 佐賀市川副町大字犬井道字国造搦 |                          |                              |                    |      |
| 熊本航空気象観測所       | 上益城郡益城町大字小谷字上大道 |                          |                              |                    |      |
| 宮崎航空気象観測所       | 宮崎市大字赤江                 |                          |                              |                    |      |
| 鹿児島航空気象観測所     | 霧島市溝辺町麓                 |                          |                              |                    |      |
| 種子島航空気象観測所     | 熊毛郡中種子町砂中             |                          |                              |                    |      |
| 奄美航空気象観測所       | 奄美市笠利町大字和野字長浜金久 |                          |                              |                    |      |
| 喜界航空気象観測所       | 大島郡喜界町大字中里西牧       |                          |                              |                    |      |
| 徳之島航空気象観測所     | 大島郡天城町大字浅間字湾屋     |                          |                              |                    |      |
| 与論航空気象観測所       | 大島郡与論町立長               |                          |                              |                    |      |

## 管轄エリア
- 通常は以下の地域区分に従って天気予報、警報・注意報、地震速報などが出される。
- この区分は固定されたものではなく、自然環境の変化や市町村合併によって常に変更される。変更については官報で告示されるほか、気象庁がホームページでも公表する。
- 福岡管区のうち宮崎県全域と鹿児島県本体（薩摩地方・大隅地方、種子島・屋久島地方）は「南部」として、奄美諸島（十島村を含む）は「奄美地方」として分類されている。「九州南部・奄美地方」については鹿児島地方気象台に管轄業務の一部を委ねている。残りは「北部」であるが、状況に応じて「西部」「中部（後述）」「東部」などとさらに細分化した表現を用いられることがある。
- 表中「沿岸地帯」となっている地域はエリア内に海岸があるため、沿岸海上情報についても併せて発表される。
- NHKの気象情報においては、九州北部（山口・福岡・佐賀・長崎・熊本・大分）・九州南部（宮崎・鹿児島（種子島屋久島地方と奄美地方を除く））・南西諸島（種子島屋久島地方と奄美地方）と三分化しているが、北部から熊本県・大分県の全域を分離して「九州中部」とし、四分化する場合もある。ただし、熊本・大分が九州中部として予報が出される際は九州南部と同じ予報である時に限られる。その際「九州中部・南部」と呼ばれるため、九州中部単独で予報を出すことはない。また、波情報の際には山口、福岡、佐賀、長崎の響灘および玄界灘沿岸を指して北部沿岸と呼ばれるが、（角力灘や天草灘などを含めて）北部外海、（瀬戸内海や有明海・八代海を指して）北部内海と表現されることもまれにある。
- 郡名のみ表記の場合は属する全町村が含まれる。なお属する町村が一つしかない場合は町村名を明記した。
- 日本標準時2010年（平成22年）5月27日13時付の全面変更（平成22年気象庁告示第7号）で見直された。二次細分区域は一部を残して廃止され、便宜上の単位である「市町村等をまとめた地域」に改められた（法的根拠を持つ区域ではないので、表中では「旧二次細分区域」として表記）。表中の「市町村細分区域」（仮称）は、いわゆる「平成の大合併」により市町村域が大きくなりすぎ、同一エリアとして扱うことが適切でないところの気象情報を正確に伝えるため新たに設けられた区域で、地域性を考慮して同一市町村が分割されている。ただし長崎県対馬市は二次細分区域を引き継いだ。

### 九州北部地方
| 県名   | 一次細分区域   | 市町村細分区域              | 旧二次細分区域   | 対象市郡町村                                                                                                   | 対象市郡町村 | 所管気象台等   |
| 県名   | 一次細分区域   | 市町村細分区域              | 旧二次細分区域   | 沿岸地帯 | 非沿岸地帯 | 所管気象台等   |
| ------ | -------------- | --------------------------- | ---------------- | --- | --- | -------------- |
| 福岡県 | 福岡地方       | 福岡地方                    | 福岡地方         | 福岡市（正確には東区、博多区、中央区、 早良区および西区）、糸島市、 宗像市、福津市、古賀市ならびに糟屋郡新宮町 | 糟屋郡のうち新宮町以外の5町、 春日市、大野城市、太宰府市、筑紫野市 ならびに那珂川市 （正確には福岡市南区および城南区も該当するが 福岡市は原則として細分しないので含めない） | 福岡管区気象台 |
| 福岡県 | 北九州地方     | 北九州地方                  | 北九州・遠賀地区 | 北九州市全区ならびに遠賀郡芦屋町および岡垣町                                                                   | 中間市ならびに遠賀郡水巻町および遠賀町 | 福岡管区気象台 |
| 福岡県 | 北九州地方     | 北九州地方                  | 京築             | 行橋市、京都郡苅田町、 豊前市ならびに築上郡築上町および吉富町                                                  | 京都郡みやこ町ならびに築上郡上毛町 | 福岡管区気象台 |
| 福岡県 | 筑豊地方       | 筑豊地方                    | 筑豊地方         | なし | 飯塚市、嘉麻市、嘉穂郡桂川町、直方市、 宮若市、鞍手郡、田川市ならびに田川郡                                                                                                 | 福岡管区気象台 |
| 福岡県 | 筑後地方       | 筑後地方                    | 筑後北部         | なし | 久留米市、うきは市、小郡市、三井郡大刀洗町、 朝倉市ならびに朝倉郡 | 福岡管区気象台 |
| 福岡県 | 筑後地方       | 筑後地方                    | 筑後南部         | 大牟田市、柳川市ならびにみやま市                                                                               | 大川市、三潴郡大木町、 八女市、筑後市ならびに八女郡広川町 | 福岡管区気象台 |
| 佐賀県 | 南部           | 南部                        | 佐賀多久地区     | 佐賀市ならびに小城市                                                                                           | 多久市 | 佐賀地方気象台 |
| 佐賀県 | 南部           | 南部                        | 鳥栖地区         | なし | 鳥栖市、三養基郡、神埼市ならびに神埼郡吉野ヶ里町 | 佐賀地方気象台 |
| 佐賀県 | 南部           | 南部                        | 武雄地区         | 杵島郡白石町                                                                                                   | 武雄市ならびに杵島郡江北町および大町町 | 佐賀地方気象台 |
| 佐賀県 | 南部           | 南部                        | 鹿島地区         | 鹿島市ならびに藤津郡太良町                                                                                     | 嬉野市 | 佐賀地方気象台 |
| 佐賀県 | 北部           | 北部                        | 唐津地区         | 唐津市ならびに東松浦郡玄海町                                                                                   | なし | 佐賀地方気象台 |
| 佐賀県 | 北部           | 北部                        | 伊万里地区       | 伊万里市 | 西松浦郡有田町 | 佐賀地方気象台 |
| 大分県 | 中部           | 中部                        | 中部             | 大分市、別府市、速見郡日出町、杵築市、 臼杵市ならびに津久見市                                                  | 由布市 | 大分地方気象台 |
| 大分県 | 北部           | 北部                        | 北部             | 中津市、宇佐市、 豊後高田市、国東市ならびに東国東郡姫島村                                                      | なし | 大分地方気象台 |
| 大分県 | 西部           | 西部                        | 日田・玖珠       | なし | 日田市ならびに玖珠郡 | 大分地方気象台 |
| 大分県 | 西部           | 西部                        | 竹田市           | なし | 竹田市 | 大分地方気象台 |
| 大分県 | 南部           | 南部                        | 佐伯市           | 佐伯市 | なし | 大分地方気象台 |
| 大分県 | 南部           | 南部                        | 豊後大野市       | なし | 豊後大野市 | 大分地方気象台 |
| 長崎県 | 南部           | （下記以外）                | 長崎地区         | 長崎市ならびに西彼杵郡                                                                                         | なし | 長崎地方気象台 |
| 長崎県 | 南部           | （下記以外）                | 島原半島         | 島原市、雲仙市ならびに南島原市                                                                                 | なし | 長崎地方気象台 |
| 長崎県 | 南部           | （下記以外）                | 諫早・大村地区   | 諫早市ならびに大村市                                                                                           | なし | 長崎地方気象台 |
| 長崎県 | 南部           | 西海市 （江島・平島を除く） | 西彼杵半島       | 西海市（江島・平島以外）                                                                                       | なし | 長崎地方気象台 |
| 長崎県 | 北部           | 佐世保市 （宇久地域を除く） | 佐世保・東彼地区 | 佐世保市（宇久町以外）                                                                                         | なし | 長崎地方気象台 |
| 長崎県 | 北部           | （それ以外）                | 佐世保・東彼地区 | 東彼杵郡のうち波佐見町を除く2町                                                                                | 東彼杵郡波佐見町 | 長崎地方気象台 |
| 長崎県 | 北部           | （それ以外）                | 平戸・松浦地区   | 平戸市、松浦市ならびに北松浦郡佐々町                                                                           | なし | 長崎地方気象台 |
| 長崎県 | 五島地方       | （下記以外）                | 下五島           | 五島市 | なし | 長崎地方気象台 |
| 長崎県 | 五島地方       | （下記以外）                | 上五島           | 南松浦郡新上五島町ならびに北松浦郡小値賀町                                                                     | なし | 長崎地方気象台 |
| 長崎県 | 五島地方       | 佐世保市 （宇久地域）       | 上五島           | 佐世保市のうち宇久町                                                                                           | なし | 長崎地方気象台 |
| 長崎県 | 五島地方       | 西海市 （江島・平島）       | 上五島           | 西海市のうち江島および平島                                                                                     | なし | 長崎地方気象台 |
| 長崎県 | 壱岐・対馬     | 下対馬                      | 下対馬           | 対馬市のうち厳原町、美津島町および豊玉町                                                                       | なし | 長崎地方気象台 |
| 長崎県 | 壱岐・対馬     | 上対馬                      | 上対馬           | 対馬市のうち峰町、上県町および上対馬町                                                                         | なし | 長崎地方気象台 |
| 長崎県 | 壱岐・対馬     | （指定なし）                | 壱岐             | 壱岐市 | なし | 長崎地方気象台 |
| 熊本県 | 熊本地方       | 熊本地方                    | 熊本市           | 熊本市 | なし | 熊本地方気象台 |
| 熊本県 | 熊本地方       | 熊本地方                    | 鹿本菊池         | なし | 山鹿市、菊池市ならびに菊池郡 | 熊本地方気象台 |
| 熊本県 | 熊本地方       | 熊本地方                    | 荒尾玉名         | 荒尾市、玉名市ならびに玉名郡長洲町                                                                             | 玉名郡のうち長洲町を除く3町 | 熊本地方気象台 |
| 熊本県 | 熊本地方       | 熊本地方                    | 上益城           | なし | 上益城郡ならびに阿蘇郡西原村 | 熊本地方気象台 |
| 熊本県 | 熊本地方       | 熊本地方                    | 宇城八代         | 宇土市、宇城市、八代市ならびに八代郡氷川町                                                                     | 下益城郡美里町 | 熊本地方気象台 |
| 熊本県 | 阿蘇地方       | 阿蘇地方                    | 阿蘇地方         | なし | 阿蘇市ならびに阿蘇郡のうち西原村を除く5町村 | 熊本地方気象台 |
| 熊本県 | 天草・芦北地方 | 天草・芦北地方              | 天草地方         | 天草市、上天草市ならびに天草郡苓北町                                                                           | なし | 熊本地方気象台 |
| 熊本県 | 天草・芦北地方 | 天草・芦北地方              | 芦北地方         | 水俣市ならびに葦北郡                                                                                           | なし | 熊本地方気象台 |
| 熊本県 | 球磨地方       | 球磨地方                    | 球磨地方         | なし | 人吉市ならびに球磨郡 | 熊本地方気象台 |
| 山口県 | 西部           | 西部                        | 下関             | 下関市 | なし | 下関地方気象台 |
| 山口県 | 西部           | 西部                        | 宇部・山陽小野田 | 宇部市ならびに山陽小野田市                                                                                     | なし | 下関地方気象台 |
| 山口県 | 中部           | 中部                        | 山口・防府       | 山口市ならびに防府市                                                                                           | なし | 下関地方気象台 |
| 山口県 | 中部           | 中部                        | 周南・下松       | 周南市ならびに下松市                                                                                           | なし | 下関地方気象台 |
| 山口県 | 東部           | 東部                        | 柳井・光         | 柳井市、光市、熊毛郡ならびに大島郡周防大島町                                                                   | なし | 下関地方気象台 |
| 山口県 | 東部           | 東部                        | 岩国             | 岩国市ならびに玖珂郡和木町                                                                                     | なし | 下関地方気象台 |
| 山口県 | 北部           | 北部                        | 萩・美祢         | 萩市ならびに阿武郡阿武町                                                                                       | 美祢市 | 下関地方気象台 |
| 山口県 | 北部           | 北部                        | 長門             | 長門市 | なし | 下関地方気象台 |

### 九州南部・奄美地方
| 県名     | 一次細分区域       | 市町村細分区域     | 旧二次細分区域   | 対象市郡町村                                                            | 対象市郡町村                                          | 所管気象台等     |
| 県名     | 一次細分区域       | 市町村細分区域     | 旧二次細分区域   | 沿岸地帯                                                                | 非沿岸地帯                                            | 所管気象台等     |
| -------- | ------------------ | ------------------ | ---------------- | ----------------------------------------------------------------------- | ----------------------------------------------------- | ---------------- |
| 宮崎県   | 南部平野部         | 南部平野部         | 宮崎地区         | 宮崎市                                                                  | 東諸県郡                                              | 宮崎地方気象台   |
| 宮崎県   | 南部平野部         | 南部平野部         | 日南・串間地区   | 日南市ならびに串間市                                                    | なし                                                  | 宮崎地方気象台   |
| 宮崎県   | 南部山沿い         | 南部山沿い         | 都城地区         | なし                                                                    | 都城市ならびに北諸県郡三股町                          | 宮崎地方気象台   |
| 宮崎県   | 南部山沿い         | 南部山沿い         | 小林・えびの地区 | なし                                                                    | 小林市、えびの市ならびに西諸県郡高原町                | 宮崎地方気象台   |
| 宮崎県   | 北部平野部         | 北部平野部         | 延岡・日向地区   | 延岡市、日向市ならびに東臼杵郡門川町                                    | なし                                                  | 宮崎地方気象台   |
| 宮崎県   | 北部平野部         | 北部平野部         | 西都・高鍋地区   | 児湯郡のうち木城町および西米良村を除く4町                               | 西都市ならびに児湯郡木城町                            | 宮崎地方気象台   |
| 宮崎県   | 北部山沿い         | 北部山沿い         | 高千穂地区       | なし                                                                    | 西臼杵郡                                              | 宮崎地方気象台   |
| 宮崎県   | 北部山沿い         | 北部山沿い         | 椎葉・美郷地区   | なし                                                                    | 東臼杵郡のうち門川町を除く3町村ならびに児湯郡西米良村 | 宮崎地方気象台   |
| 鹿児島県 | 薩摩地方           | （下記以外）       | 鹿児島・日置     | 鹿児島市、日置市ならびにいちき串木野市                                  | なし                                                  | 鹿児島地方気象台 |
| 鹿児島県 | 薩摩地方           | （下記以外）       | 指宿・川辺       | 指宿市、枕崎市、南さつま市ならびに南九州市                              | なし                                                  | 鹿児島地方気象台 |
| 鹿児島県 | 薩摩地方           | （下記以外）       | 出水・伊佐       | 出水市、出水郡長島町、阿久根市                                          | 伊佐市                                                | 鹿児島地方気象台 |
| 鹿児島県 | 薩摩地方           | （下記以外）       | 川薩・姶良       | 霧島市ならびに姶良市                                                    | 薩摩郡さつま町ならびに姶良郡湧水町                    | 鹿児島地方気象台 |
| 鹿児島県 | 薩摩地方           | 薩摩川内市         | 川薩・姶良       | 薩摩川内市（下記以外）                                                  | なし                                                  | 鹿児島地方気象台 |
| 鹿児島県 | 薩摩地方           | 薩摩川内市甑島     | 甑島             | 薩摩川内市のうち鹿島町、上甑町、里町および下甑町                        | なし                                                  | 鹿児島地方気象台 |
| 鹿児島県 | 大隅地方           | 大隅地方           | 肝属             | 鹿屋市、垂水市ならびに肝属郡                                            | なし                                                  | 鹿児島地方気象台 |
| 鹿児島県 | 大隅地方           | 大隅地方           | 曽於             | 志布志市ならびに曽於郡大崎町                                            | 曽於市                                                | 鹿児島地方気象台 |
| 鹿児島県 | 種子島・屋久島地方 | 種子島・屋久島地方 | 種子島地方       | 西之表市、熊毛郡中種子町および南種子町 ならびに鹿児島郡三島村           | なし                                                  | 鹿児島地方気象台 |
| 鹿児島県 | 種子島・屋久島地方 | 種子島・屋久島地方 | 屋久島地方       | 熊毛郡屋久島町                                                          | なし                                                  | 鹿児島地方気象台 |
| 鹿児島県 | 奄美地方           | 奄美地方           | 奄美地方北部     | 奄美市ならびに大島郡のうち龍郷町、大和村、 宇検村、喜界町および瀬戸内町 | なし                                                  | 名瀬測候所       |
| 鹿児島県 | 奄美地方           | 奄美地方           | 奄美地方南部     | 大島郡のうち徳之島町、天城町、 伊仙町、知名町、和泊町および与論町       | なし                                                  | 名瀬測候所       |
| 鹿児島県 | 奄美地方           | 奄美地方           | 十島村           | 鹿児島郡十島村                                                          | なし                                                  | 名瀬測候所       |

## 周辺施設
- 大濠公園
- 福岡城跡
- NHK福岡放送局
- 福岡大学附属大濠高等学校
- 福岡大学付属大濠中学校
- 福岡県護国神社
- 福岡武道館（博多区に移転予定）